# Stathmopoda brachymochla
Stathmopoda brachymochla is een vlinder uit de familie Stathmopodidae. De wetenschappelijke naam van de soort is voor het eerst geldig gepubliceerd in 1937 door Meyrick.